# Tanjung Ning Jaya
Tanjung Ning Jaya is een bestuurslaag in het regentschap Empat Lawang van de provincie Zuid-Sumatra, Indonesië. Tanjung Ning Jaya telt 385 inwoners (volkstelling 2010).